# قشلاق تشلمبر (سغز أباد)
قشلاق تشلمبر (سغز أباد) (بالفارسية: قشلاق چلمبر) هي قرية تقع في إيران في قسم سغز أباد الريفي.